# Asia (1734)
El Asia fue un navío de línea de dos cubiertas y 64 cañones nominales, perteneciente a la clase Constante, botado para la Armada española en 1734. Como todos los navíos de nombre no religioso, se puso bajo la advocación de un santo, en este caso Nuestra Señora de Loreto. De acuerdo con los estándares británicos, el buque quedaba categorizado como navío de línea de cuarta clase.

## Construcción
La orden de construcción del buque se realizó en La Habana en 1731, donde se le colocó la quilla en 1734. El barco fue botado el 18 de diciembre de 1734 y asignado el 18 de marzo de 1735. Para ello fue fundamental una remesa de 50 000 pesos que compensaba el retraso acumulado en su construcción, aunque aún faltarían 30 000 pesos más. Aún sin completar, fue conducido a Cádiz, donde completó su alistamiento. Las instrucciones dadas para su construcción indicaban que su armamento se preparaba en La Habana, pero la norma general exigía que los buques fueran conducios a Cádiz para su puesta a punto artillera.
El sistema de construcción seguido fue el diseñado por Antonio de Gaztañeta e Iturribalzaga, siendo el director de obra el asentista Juan de Acosta, que había relevado a Manuel López Pintado en dicho contrato con la Armada Española.
Sus dimensiones eran de 82 codos de eslora total, 23 codos de manga y 11 codos y 12 pulgadas de puntal.

## Historial
El barco zarpó de La Habana el 21 de julio de 1735 para unirse a la escuadra de Espínola en Cádiz para ser equipado, llegando con el resto de la flota el 1 de septiembre. El barco partió de Cádiz el 25 de enero de 1736 en la escuadra de José Alfonso Pizarro al mando su capitán, Francisco de Lastarria. La escuadra estaba compuesta por el Europa, Nueva España, África, San Isidro, Andalucía, el Hércules y la fragata Fama Volante. La misión de la escuadra era repatriar tropas de infantería española desde La Spezia y Livorno. Una fuerte tormenta obligó a la escuadra a buscar refugio en Cádiz en enero de 1736. La escuadra de Pizarro partió de La Spezia y Livorno sin el Hércules el 15 de febrero. Tras regresar de Italia, con escalas en Barcelona, Alicante y Cartagena para desembarcar tropas, el barco fue transferido a la reserva en Cádiz en marzo de 1737. El 22 de abril de 1737 figuraba adscrito al Departamento de Cádiz.
En 1738 estaba siendo reparado en La Carraca, tras lo cual todavía estaba en reserva en Cádiz en 1739.
El barco partió nuevamente de Cádiz el 30 de marzo de 1740 en la escuadra de Manuel López Pintado con destino a Ferrol, donde arribó el 24 de abril. El barco estuvo en Santander en agosto. Salió de Ferrol el 22 de octubre (tras una intentona el 7 de octubre anterior) bajo el mando de su capitán Francisco Lastarría, junto con las fragatas Esperanza (50 cañones), Hermione (36 cañones), San Esteban (50 cañones) y el paquebote Real Mercurio, para perseguir a la escuadra del comodoro George Anson con la intención de hostigar las costas de Chile y Perú, que incluía al HMS Centurion, HMS Gloucester, HMS Severn, HMS Pearl, HMS Wager y al HMS Tryall. La escuadra de Pizarro estaba en Santa Cruz de Tenerife el 13 de noviembre, desde donde partió el 17 de noviembre y arribó el 18 de enero de 1741 a la región de La Plata en Maldonado, tras sortear un fuerte temporal que le costó la vida a 300 hombres de la flota española. El barco partió de Maldonado el 1 de febrero junto con el Guipúzcoa, Esperanza, Hermione y la fragata San Esteban con destino al Pacífico para interceptar los buques comandados por George Anson. La escuadra se disolvió el 28 de febrero en una fuerte tormenta en el Cabo de Hornos. El Asia y el Hermione debieron regresar a Montevideo con graves daños, donde aún se encontraban el 14 de mayo con sus tripulaciones enfermas. Tras las reparaciones, el barco zarpó de Montevideo el 12 de diciembre vía Cabo de Hornos rumbo a Buenos Aires, donde llegó el 22 de enero de 1742, con el palo mayor y el trinquete desarbolados y no pudiendo adentrarse en el Pacífico.  El barco permaneció en Buenos Aires de 1742 a 1744. De toda esta escuadra, tras los avatares de los temporales, solo se pudo volver a ver por las costas españolas al Asia, tras permenecer 5 años en América.
El barco zarpó de Montevideo el 15 de octubre de 1745 con un cargamento de un millón de pesos. La tripulación se incrementó con prisioneros británicos, contrabandistas portugueses e indios rebeldes, que se amotinaron, siendos las revueltas sofocadas. El Asia llegó a Corcubión el 2 de enero de 1746, tras cinco años de ausencia de las costas españolas, con un cargamento de un millón de pesos. En febrero, la tripulación capturó la fragata Sprit frente al cabo Finisterre, que navegaba en travesía de Lisboa a Londres. El barco llegó a Ferrol el 19 de febrero, donde fue transferido a la reserva en junio. Volvió a estar puesto en alerta en noviembre de 1748, cuando se preveía un ataque de la Marina Real británica a Ferrol. Fue dado de baja en diciembre de 1748.